# Юон, Павел Фёдорович
Па́вел Фёдорович Юо́н (нем. Paul Juon; 6 марта 1872[…], Москва — 21 августа 1940[…], Веве) — русско-немецкий композитор, последователь Иоганнеса Брамса, представитель постромантического направления в камерной музыке рубежа XIX–XX веков, музыкальный педагог и переводчик; старший брат живописца Константина Юона. Член Прусской академии искусств (с 1919).

## Биография
Павел Юон родился 6 марта 1872 года в семье служащего страховой компании, отец которого, дед композитора, булочник, перебрался в Россию из швейцарской деревни Мазайн. Мать, по воспоминаниям самого Павла Юона, увлекалась искусством — немного пела и музицировала. В силу немецко-швейцарского происхождения получил среднее образование в немецкой школе. Учился в Московской консерватории у Ивана Гржимали (скрипка), Антона Аренского и Сергея Танеева (композиция), затем совершенствовался как композитор в Берлине под руководством Вольдемара Баргиля.
В 1896—1897 годах преподавал теорию музыки и скрипку в Бакинской консерватории. Затем вернулся в Берлин, где жил и работал с 1898 по 1934 годы, заменив в 1906 году Йозефа Иоахима в качестве профессора композиции Берлинской Высшей школы музыки. Среди учеников Юона были Штефан Вольпе, Генрих Каминский, Филипп Ярнах, Сергей Каген и др. После октябрьской революции 1917 года в Россию больше не возвращался. В 1934 году эмигрировал из нацистской Германии в Швейцарию.

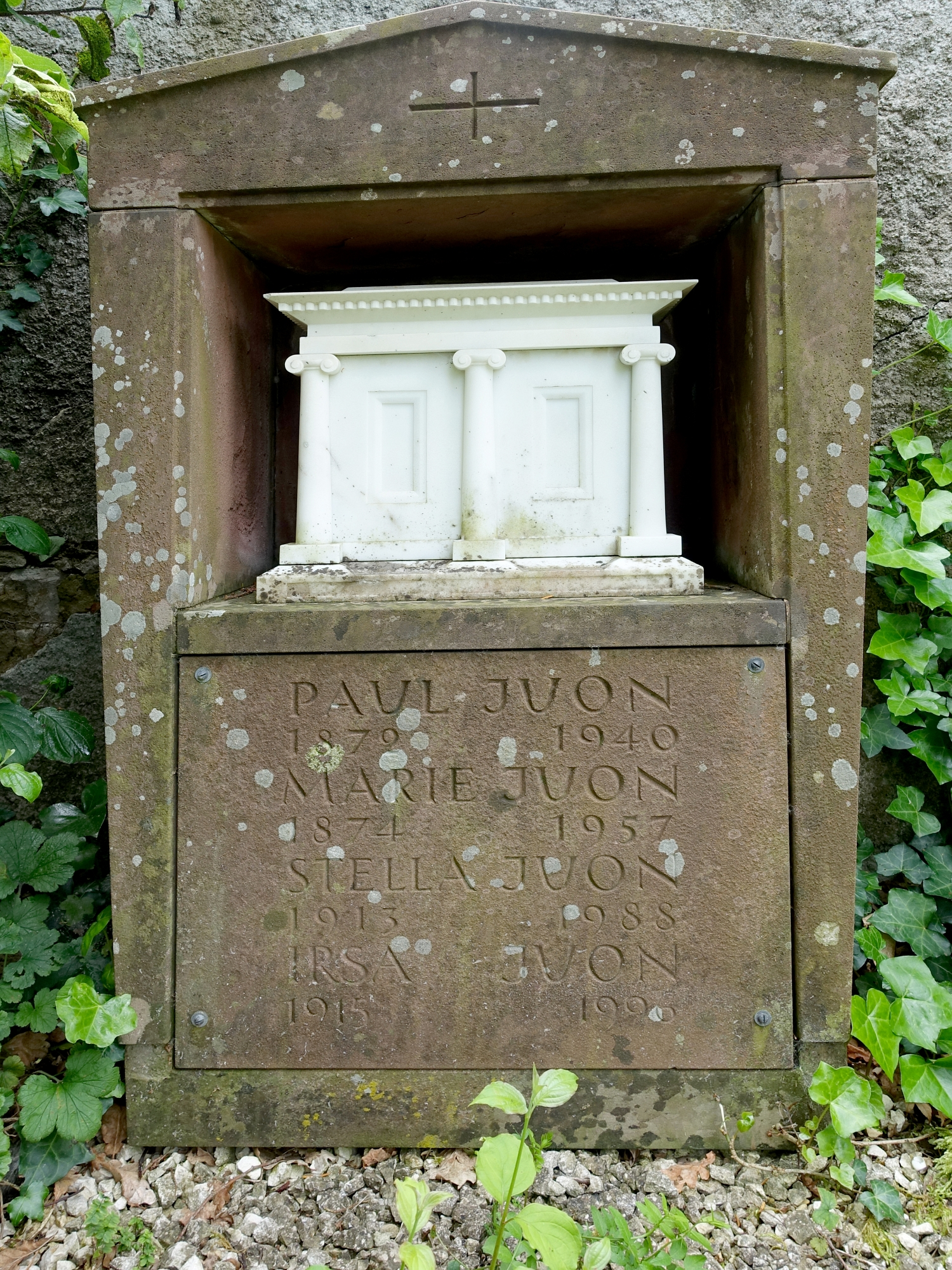
Могила П. Ф. Ююна

Композиторское наследие Юона включает оперу «Алеко» (1896), четыре симфонии, три скрипичных концерта, тройной концерт для фортепиано, скрипки и виолончели с оркестром, широкий спектр ансамблевой, камерной и театральной музыки, песни — в общей сложности около 90 сочинений. Юону принадлежат также различные аранжировки и переложения, преимущественно для фортепиано. На немецкий язык он перевёл учебники Аренского и Петра Чайковского по гармонии, а также очерк жизни и творчества П. Чайковского, написанный его братом Модестом. Павел Фёдорович составил учебник на немецком языке — «Praktische Harmonielehre» (в 2 частях) и сборник задач к учебнику П. Чайковского.
Павел Фёдорович Юон умер 21 августа 1940 года в швейцарском городе Веве.
Ряд произведений Юона, особенно камерных ансамблей, были записаны — в том числе в исполнении Альтенберг-трио. В 1998 году в Цюрихе было основано Международное общество Юона, занимающееся изучением и пропагандой его творчества.